# Trần Khoa Điển
Trần Khoa Điển là thủ môn bóng đá người Việt Nam chơi cho TP.HCM của giải V-League. Khoa Điển gia nhập đội Thành phố Hồ Chí Minh năm 2006 sau khi tạo những ấn tượng. Năm 2007, anh được vào câu lạc bộ TMN CSG đưa vào thi đấu thay cho thủ môn Hoàng Công Vương. Năm 2008 anh là thủ môn chính thức của TMN.CSG. Năm 2009 anh được ông Henrique Calisto triệu tập vào danh sách tham dự SEA Games 25. Hiện anh đang sống bên vợ tại Quận 7 với 1 đứa con 1 tuổi.
Cuối năm 2014, anh gia nhập Đồng Tháp thi đấu tại V.League 2015